# Glut der Sonne
Glut der Sonne (Originaltitel: Dove si spara di più) ist ein italienisch-spanischer Spielfilm aus dem Jahr 1967 von Gianni Puccini. Es ist der einzige Italowestern des Regisseurs. Das Drehbuch zum Film stammt von Bruno Baratti und María del Carmen Martínez Román und basiert lose auf Shakespeares Tragödie Romeo und Julia. In den Hauptrollen agieren Peter Lee Lawrence, unter dem Pseudonym Arthur Grant, sowie seine spätere Lebensgefährtin, die spanische Schauspielerin Cristina Galbó.

## Handlung
Die kalifornische Farmerfamilie Mounters und die Familie Campos aus Mexiko liegen schon seit Jahren miteinander im Clinch. Jeder versucht den Anderen von seinem Land zu vertreiben und beide schrecken auch vor Mord und Totschlag nicht zurück. Als sich der jüngste Sohn der Mounters in die Tochter des Patron der Campos verliebt beschwören die beiden eine Tragödie herbei. Während viele Familienangehörige während der Auseinandersetzung sterben, überleben die beiden Liebenden den Konflikt.

## Kritik
Das Lexikon des internationalen Films schrieb, die Produktion sei ein „technisch mittelmäßiger, sonst aber unter allem Niveau liegender Italowestern“.

„Die Inszenierung hält sich an die Genrevorgaben, was Puccinis Film streckenweise den eigenen Charakter raubt und mit der Masse der Italowestern austauschbar macht. Dennoch schafft es der Regisseur, dem Geschehen eine tragische Schicksalshaftigkeit zu verleihen.“

## Bemerkungen
Es handelt sich um eine an Romeo und Julia angelehnte Familientragödie, die im Westernmilieu spielt. Peter Lee Lawrence in der Hauptrolle wird (das einzige Mal in seiner Karriere) als „Arthur Grant“ geführt.